# Sarsa Dengel d'Éthiopie
Sarsa-Dengel (monté sur le trône en 1563 et mort en 1597) fut négus d’Éthiopie.

## Biographie
Il succède à Menas et prend le nom Malak Sagad Ier en 1578.
Sarsa-Dengel trouve un royaume aux bourgades dévastées, aux frontières mouvantes. Son règne se partage entre d’incessantes campagnes durant la saison sèche, et l’établissement d’immenses camps militaires pendant celle des pluies, chaque année à un endroit différent. Le début du règne est troublé par la coalition des nobles qui tentent de nommer un souverain plus malléable. Mais Hamalmal, Harbo, Fasilo, Yésahq, se trahissent les uns les autres. Sarsa-Dengel doit, au début, fuir devant eux, puis les élimine successivement, et une fois l’armée en main, il rétablit l’ordre intérieur et lutte contre les ennemis du dehors. Contre les Oromos, il étend son autorité sur les provinces du sud, où il vainc les cavaliers cuirassés du prince musulman du Hadiya. Il attaque l’Adal, qui allait s’allier avec le gouverneur du Tigré Yésahq, le plus dangereux des grands. Il anéantit définitivement sur le Chébéli (Ouébi) l’armée reconstituée de Harar. Le sultanat d’Adal va s’établir au cœur du désert Danakil, près des lacs du Awsa, loin des attaques des Oromos, où il survit un siècle. La cité de Harar devient indépendante.
En 1567, il repousse provisoirement les Oromos vers le Harar, puis vainc en 1569 le souverain musulman d'Hadiya, Aze, qui se soumet. En 1571, il se fait construire près du lac Tana le château de Gouzara, renforcé de quatre tours rondes. Plus au nord, à Aïba, dans le Ouoguéra, près de la future Gondar, il se fait construire aussi un palais et édifie l’église de Kidané-Mehret (Pacte de la Miséricorde).
En 1578, il mène une campagne foudroyante contre le gouverneur du Tigré Yésahq, allié aux Turcs. Il débouche dans le Tembién et bat Turcs et Tigréens à Addi-Qoro le 17 décembre. Yésahq et le Pacha sont tués. La forteresse du Débaroa, tenue par les Turcs, se rend sans résistance. Sarsa-Dengel peut célébrer à Aksoum les cérémonies du couronnement, qu’aucun roi n’avait pu accomplir depuis Zara Yaqob, et reçoit le nom de Malak-Sagad (Les Rois l’ont Adoré).
Malak-Sagad repart vers le lac Tana. Il repousse les Oromos qui sont arrivés jusqu’au Démbéya, puis guerroie à deux reprises contre les Falacha, qui résistent jusqu’à la mort du haut de leurs escarpements (ambas) du Sémién, d’où ils se précipitent plutôt que de se rendre. Il marche vers le Soudan et vainc des tribus nilotiques de Chanqalla, jusque-là insoumis. Il confirme son autorité sur le prospère royaume d’Enarya en y implantant le christianisme. Leur roi Badanço se fait baptiser avec tout son peuple.
Une force turque, aidée par un chef tigréen, reprend Dbarwa (Débarwa), mais est délogée. Malak-Sagad, pour expulser définitivement les Ottomans, assiège leur dernière base, le port d’Hirgigo (Arkiko). Il ne parvient pas à le prendre, mais le Pacha demande la paix et lui envoie de nombreux présents, parmi lesquels un cheval sellé et harnaché d’or (1589). Malak-Sagad mènera ensuite des expéditions contre les Gambo païens ou contre les Oromos.
En 1597, Malak-Sagad parti en campagne dans le Damot, tombe malade pour avoir mangé, selon la chronique, le poisson de la rivière Galila, que les moines lui avait pourtant dit être néfaste. Il meurt à son retour, laissant un royaume réunifié et pacifié, le 2 août ou le 4 octobre.
Son fils Yaqob lui succède.

## Sources
- Hubert Jules Deschamps,(sous la direction). Histoire générale de l'Afrique noire de Madagascar et de ses archipels Tome I : Des origines à 1800. p. 410-411 P.U.F Paris (1970);